# Crameria alienata
Crameria alienata là một loài bướm đêm trong họ Noctuidae.